# حركة النهضة الإسلامية
حركة النهضة هو حزب سياسي في الجزائر.

## النشأة
تأسست حركة النهضة في مارس 1989،على يد الشيخ سعد عبد الله جاب الله والتي انفصل منها سنة 1999. وأمينها العام الحالي هو الأستاذ محمد ذويبي منذ 2013.

## التوجهات الفكرية
حزب النهضة ذو توجه إسلامي يتبنى موقفا وسطا يرفض العنف، كما يتبنى مبدأ الشورى ويطالب بالوئام والتسامح.وعلى منهج الإخوان المسلمين معدلا وفق خصوصيات القطر الجزائري. ولهذا السبب كان منافسوها من الإسلاميين في عهد السرية يسمونها بالحركة الإقليمية، في مقابل الحركة العالمية للإخوان المسلمين.

## النهضة والانتخابات
وضعت حركة النهضة على قوائمها عددا من المحامين والأطباء والجامعيين.
ودخلت حركة النهضة معترك الانتخابات بعد أن ضمت قوائمها بعض عناصر جبهة الإنقاذ الذين يعرفون بالتائبين، وتتمركز قاعدة حركة النهضة في شرق الجزائر.